# دبلیو. سی. هندی
ویلیام کریستوفر هَندی (به انگلیسی: William Christopher Handy) (زادهٔ ۱۶ نوامبر ۱۸۷۳ - درگذشتهٔ ۲۸ مارس ۱۹۵۸) آهنگساز و نوازندهٔ آمریکایی بود که از خود به عنوان پدر موسیقی بلوز یاد می‌کرد. هَندی یکی از تأثیرگذارترین ترانه‌سرایان ایالات متحده بود؛ یکی از بسیار نوازندگانی که موسیقی متمایز بلوز آمریکایی را می‌نواخت. او ژانر بلوز را خلق نکرد اما اولین کسی بود که موسیقی را در فرم بلوز منتشر کرد و باعث شد بلوز از یک سبک موسیقی محلی (دلتا بلوز) با مخاطبان محدود، به سبکی با سطح جدیدی از محبوبیت تبدیل شود.
هَندی نوازنده‌ای تحصیلکرده بود که از عناصر موسیقی فولک در ساخته‌هایش استفاده می‌کرد. او در مستندسازی منابع آثارش که غالباً از ترکیب آثار نوازندگان سبک‌های مختلف پدیدمی‌آورد، وسواس زیادی داشت.
هَندی در ۲۸ مارس ۱۹۵۸ بر اثر سینه‌پهلو در شهر نیویورک درگذشت. در مراسم تشییع جنازه‌اش که در کلیسای باپتیست اتیوپیایی هارلِم برگزار شد بیش از ۲۵۰۰۰ نفر شرکت کردند.